# Tranbärsjuice

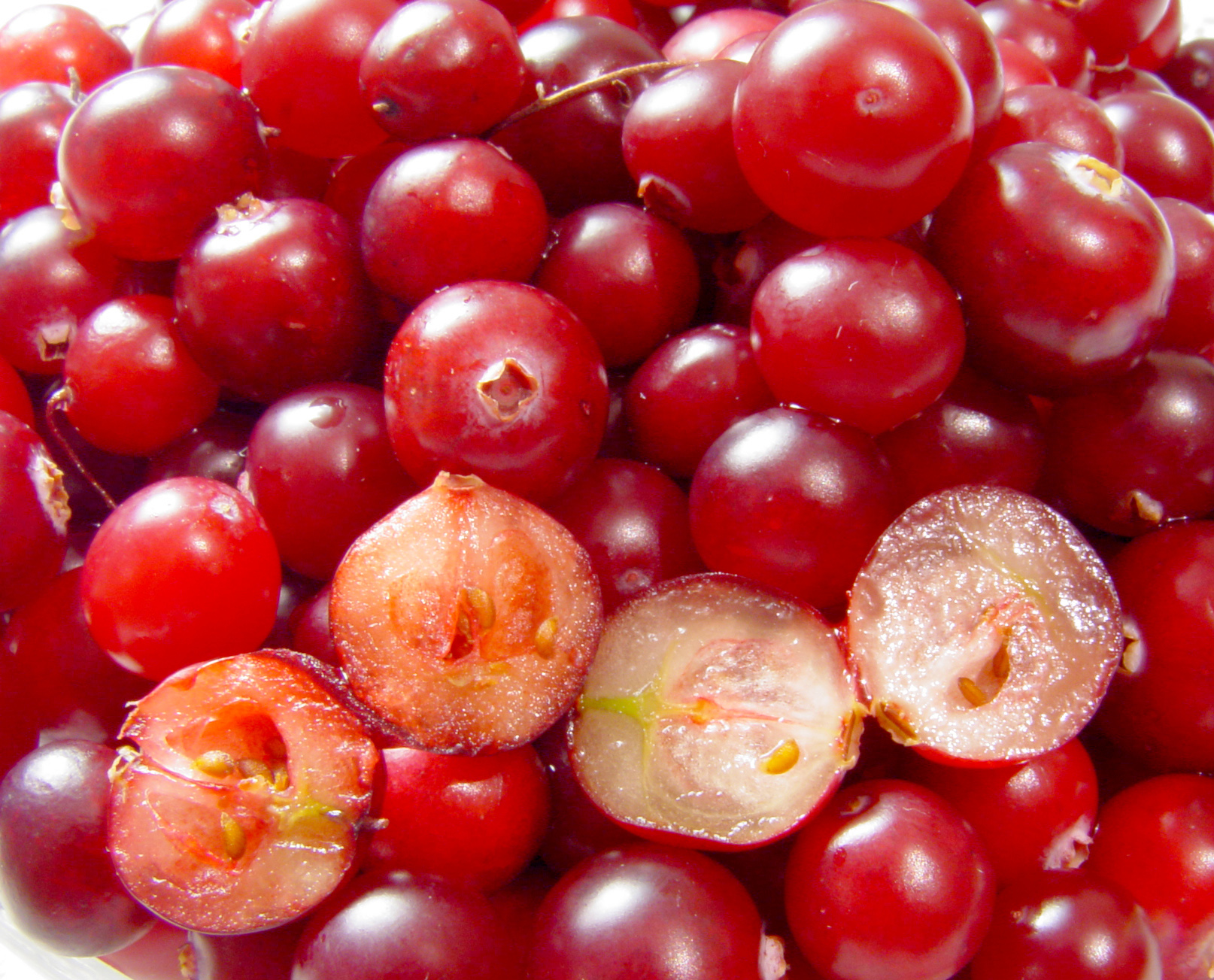
Tranbär

Tranbärsjuice är en dryck gjord av tranbär. Tranbär (Vaccinium oxycoccus) är en art i familjen ljungväxter. Växten får röda ätliga bär som har ett högt C-vitamininnehåll. Tranbärsjuice säljs bland annat i hälsokostbutiker. Den ingår också som ingrediens i flera drinkar, bland annat cosmopolitan.
Tranbärsjuice anses av vissa vara bra att dricka vid besvär med urinvägsinfektioner, men detta saknar evidens inom den medicinska vetenskapen.